# Похвала Елене
«Похвала Елене» (др.-греч. Ελένης Εγκώμιον) — произведение древнегреческого софиста и ритора Горгия V века до н. э. «Похвала Елене» была учебной речью, на примере которой Горгий обосновывал те или иные положения риторики. В ней он взялся за деконструкцию стереотипа и создание нового образа Елены Прекрасной. В Древней Греции дочь Зевса и Леды символизировала противоположность женским добродетелям — верности, материнству и честности. Она изменила мужу, нарушила клятвы, бежала с любовником, оставив маленькую дочь Гермиону, в Трою, что стало причиной кровопролитной Троянской войны.
Оправдание Елены должно было стать практической иллюстрацией теоретических идей автора о силе речи. Античный софист ставил своей целью убедить слушателя в невиновности героини. Сама речь по своей сути является похвалой не Елене, от которой, согласно Горгию, вообще ничего не зависело, а искусству красноречия и силе убеждения слова. В «Похвале» автор использовал многочисленные приёмы организации речи, вошедшие в историю под названием «горгианских фигур». Горгия называли «отцом риторики», считавшего её «творцом убеждения» и средством достижения успеха. С «Похвалой Елене» и другим произведением Горгия «Защита Паламеда» современники связывают появление жанра риторики эпидейктических речей, которые аппелируют к человеческим чувствам, вызывают у адресата определённое эмоциональное состояние.

## История написания
Дату написания «Похвалы Елене» соотносят с «Троянками» (415 год до н. э.) и «Еленой» (412 год до н. э.) Еврипида. Общепринятой датой в литературе считается 415 год до н. э.
В Древней Греции Елена символизировала противоположность женским добродетелям — верности, материнству и честности. Согласно мифам, она изменила мужу, оставила малолетнюю дочь Гермиону и бежала с любовником Парисом из Спарты в Трою, что стало поводом для кровопролитной Троянской войны. Таким образом, Горгий взял на себя непростую задачу защиты вымышленного персонажа, чья вина была общепризнанной. Единственной добродетелью Елены греки считали телесную красоту. «Похвала Елене» была написана Горгием в качестве образца для риторического упражнения — «похвалы» или эпидейктической речи на парадоксальную тему. Целью Горгия было не восстановление справедливости, а создание апологии (защитной речи), которая бы оправдала Елену в глазах аудитории. В этом контексте метким является утверждение Исократа (436—338 годы до н. э.), что Горгий вроде бы написал энкомий (похвалу), а на самом деле произнёс апологию всего того, что натворила Елена.
Горгий в своей речи взялся за деконструкцию стереотипа и создание нового образа мифологического персонажа. Оправдание Елены должно было стать практической иллюстрацией теоретических идей автора о силе речи. Античный софист ставит своей целью убедить слушателя в невиновности героини. Сами же категории «виновности» или «невиновности» его мало интересовали, так как он считал, что истины как таковой не существует. Имеется лишь восприятие того или иного утверждения в качестве истинного.

## Особенности построения текста
В «Похвале Елене» использовано множество фигур речи, три из которых позднее получили название «горгиевых» или «горгианских». Под «фигурой» в риторике понимают обороты и приёмы организации речи, которые не привносят дополнительной информации, но придают высказываемой мысли выразительность и своеобразие. К горгианским фигурам в «Похвале Елене» относятся изоколон, гомеотелевтон и антитеза.
Изоколон или равночленность — фигура речи, в которой колоны (относительно цельные смысловые отрезки фразы) одинаковы или соотносимы по объёму, построены по тождественным синтаксическим конструкциям и обладают одним и тем же ритмом. Примерами изоколонов в «Похвале Елене» являются: «Многие во многих страсти она возбудила, вкруг единой себя многих мужей соединила, полных гордости гордою мощью: кто богатства огромностью, кто рода древностью, кто врождённою силою, кто приобретённою мудростью; все однако же, покорены были победною любовью и непобедимым честолюбием», «Совершила ль она, что совершила, силой любви побеждённая, ложью ли речей убеждённая или явным насилием вдаль увлечённая, иль принужденьем богов принуждённая, — во всех этих случаях нет на ней никакой вины».
Антитеза — фигура, образованная сопоставлением противоположных слов или словосочетаний. С помощью антитезы достигается усиление выразительности речи: «А если любовь — болезней людских лишь страданье, чувств душевных затменье, то не как преступленье нужно её порицать, но как несчастья явленье считать. Приходит она, как только придёт, судьбы уловленьем — не мысли веленьем, гнёту любви уступить принуждённая — не воли сознательной силы рождённая».
Гомеотелевтон — использование слов одинакового морфологического строения и с созвучными окончаниями — «Теперь же не так-то легко помнить прошедшее, разбирать настоящее, предвидеть грядущее, так что в очень многом очень многие берут руководителем души своей представление — то, что нам кажется».

## Содержание
После краткой преамбулы Горгий заявляет о невиновности Елены. Вся его аргументация без риторических приёмов может быть сведена к нескольким тезисам. Горгий считает, что Елена совершила всё то, что ей вменяют в вину:
1. по воле судьбы, решению богов и в силу рока;
2. будучи насильственно похищена;
3. соблазнённая речами;
4. пленённая любовью.

Во всех случаях она предстаёт невиновной. В первом и втором она никак не могла противостоять похищению. В случае соблазнения речами виновным является искуситель, а не обманутый. Речь Париса в данном случае представлена актом «вербального насилия». Любовь в изложении Горгия — воля Эроса, могущественного бога, которому также невозможно противостоять.

## Оценки и значение
«Похвала Елене» является в первую очередь похвалой не дочери Зевса и Леды, от которой по своей сути ничего не зависело, но искусству красноречия риторике и силе убеждения слова (логоса). Горгий вставляет в «Похвалу» утверждения: «И сколько и в скольких делах убедили и будут всегда убеждать, в неправде используя речи искусство! … Что убежденье, использовав слово, может на душу такую печать наложить, какую ему будет угодно, … так же и речи: одни огорчают, те восхищают, эти пугают, иным же, кто слушает их, они храбрость внушают. Бывает, недобрым своим убеждением душу они очаровывают и заколдовывают». Горгия называли «отцом риторики», считавшего её «творцом убеждения» и средством достижения успеха. С «Похвалой Елене» и другим произведением Горгия «Защитой Паламеда» современники связывают появление жанра риторики эпидейктических речей, которые аппелируют к человеческим чувствам, вызывают у адресата определённое эмоциональное состояние. С появлением «Похвалы Елене» красноречие и риторика начинают осознаваться обществом отдельными наукой и искусством, способными занять место поэзии. В отличие от последней, умению красиво и убедительно говорить можно научить.
Значение «Похвалы Елене» лингвисты видят в том, что в произведении автор впервые сознательно использовал приёмы, названные впоследствии «горгиевыми» фигурами речи. Можно сказать, что фигуры речи появилась одновременно с риторикой.
«Похвала Елене» была учебной речью, на примере которой Горгий обосновывал те или иные положения риторики. Ученики Горгия развивали технику слова и в качестве эксперимента создавали подобные «Похвалы» другим предметам и отрицательным мифологическим персонажам. Так, Поликрат составил похвальные речи Бусирису (фараон Египта, который убивал чужестранцев), Клитемнестре (жена Агамемнона, вместе с любовником убила мужа, который вернулся из военного похода), Парису, мышам, камешкам и горшку. Другой ученик Горгия Алкидамант написал «Панегирик смерти» и похвальную речь гетере Наиде. Свою «Похвалу Елене» создал Исократ.

## Публикации
«Похвала Елене» — одна из двух сохранившихся до наших дней речей Горгия. Первое печатное издание речи было подготовлено книгопечатником Альдом Мануцием в составе книги «Oratores Graeci» и опубликовано в 1513 году в Венеции. Впоследствии речь неоднократно переиздавали в оригинале и переводах на различные языки, в том числе в составе серий Collection Budé и Loeb Classical Library. Впервые на русском языке «Похвала Елене» среди прочих произведений софистов была опубликована А. О. Маковельским в 1940 году. Она представляла собой перевод с немецкоязычных изданий Г. Дильса и В. Кранца. Перевод, по оценкам М. Н. Вольф, не является образцовым, не учитывает риторических приёмов Горгия. Также на русский язык «Похвалу Елене» перевёл С. П. Кондратьев.